# Cinque Ports

Pięć portów na tle południowo-wschodniej Anglii z zaznaczoną linią brzegową sprzed 1287 roku oraz historycznymi granicami hrabstw

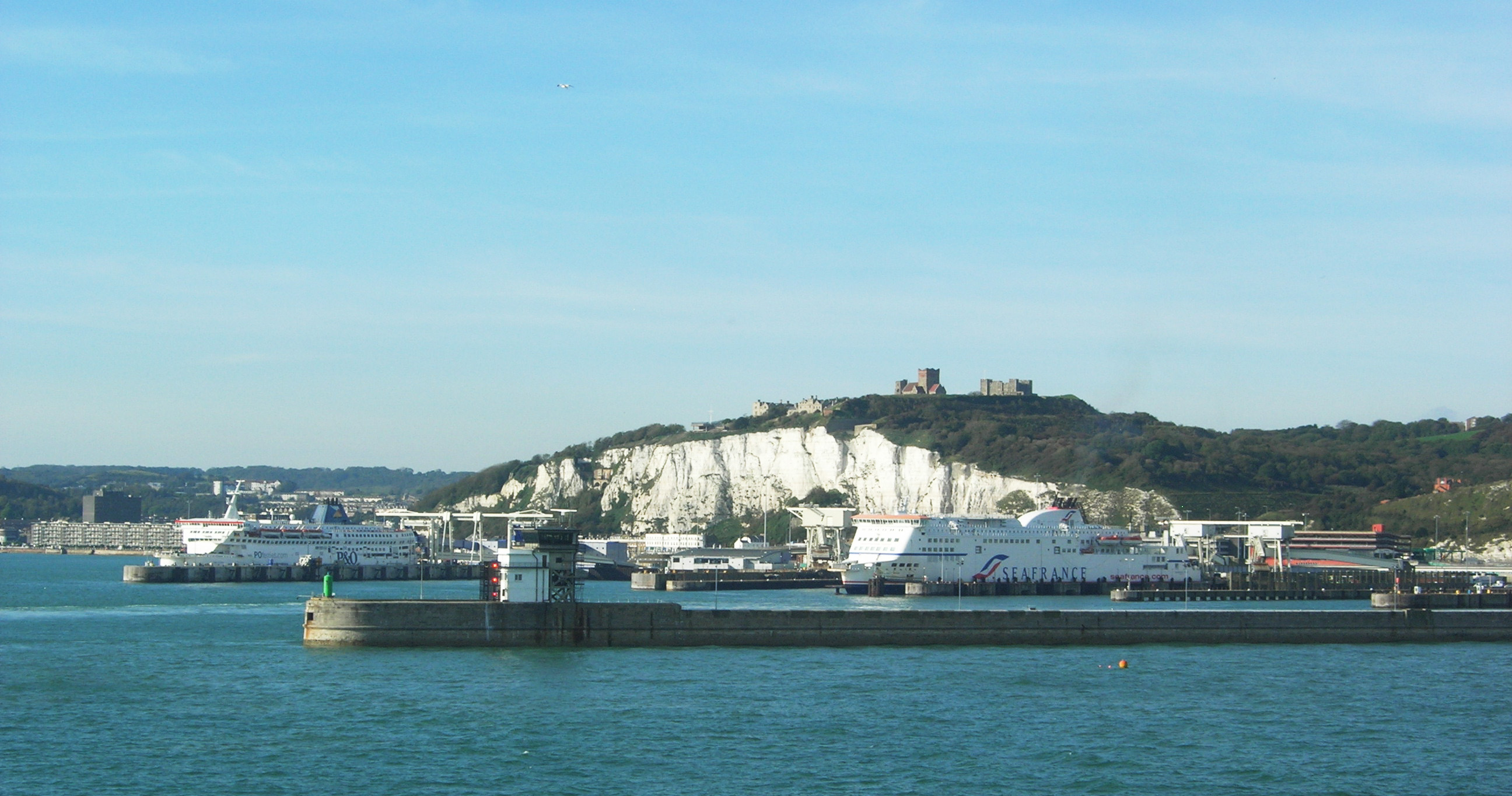
Port w Dover

Cinque Ports (z norm. „pięć portów”) – średniowieczny związek angielskich miast portowych położonych na południowo-wschodnim wybrzeżu kraju, nad kanałem La Manche, na terenie ówczesnych hrabstw Kent oraz Sussex (obecnych Kent i East Sussex). Miasta należące do związku dostarczały królom okręty wraz z załogą, w zamian otrzymując liczne przywileje, m.in. zwolnienie z cła, prawo do nakładania własnych podatków czy do posiadania własnych sądów. Związek wciąż istnieje, ma jednak znaczenie wyłącznie ceremonialne.
Początkowo do związku należało pięć miast – Sandwich, Dover, Hythe, New Romney oraz Hastings. Z czasem dołączyły do nich także Rye oraz Winchelsea. Ponad dwadzieścia innych, leżących w pobliżu miejscowości było w różnym stopniu stowarzyszonych z miastami związkowymi, wspierając je poprzez dostarczanie materiałów oraz ochotników i otrzymując w zamian część ich przywilejów. Siedem z nich – Deal, Ramsgate, Faversham, Folkestone, Margate, Lydd oraz Tenterden – pozostaje stowarzyszonymi do chwili obecnej.
Początki Cinque Ports najprawdopodobniej sięgają czasów anglosaskiego króla Edwarda Wyznawcy (1042–1066), aczkolwiek najwcześniejszy zachowany dokument mówiący o przywilejach dla związku pochodzi z 1260 roku. Po okresie świetności obejmującym XIII i XIV wiek, związek zaczął tracić na znaczeniu, na korzyść miast w pozostałej części kraju. Obecnie jedynie Dover pełni istotną funkcję jako miasto portowe. Większość przywilejów odebrana została w wyniku reform administracyjnych przeprowadzonych w XIX wieku. Do dziś zachował się ceremonialny urząd lorda strażnika Pięciu Portów (Lord Warden of the Cinque Ports).